# Adonis (logiciel)
Pour les articles homonymes, voir Adonis.
Chronologie des versions
2.6.0 2.6.10-2
Adonis est un logiciel de conception d'expérimentation et d'assistance à la saisie de données sur des dispositifs spatialisés.
Il a été développé par l'INRA (maîtrise d’ouvrage) et la société Softeam (réalisation) pour aider à l’acquisition des données expérimentales dans le domaine du végétal.
En 2021, INRA devenu INRAE, a lancé la mise en place d'une nouvelle version de l'application avec la société TRYDEA à la réalisation. Cette dernière est fonctionnelle et prend la forme d'une application Web (PWA) permettant d'être compatible avec les appareils d'aujourd'hui.

## L'application Adonis est composée de deux outils distincts

Adonis Bureau

Adonis Bureau est l'outil utilisé en laboratoire et contribue à la gestion des processus de construction des expérimentations et de préparation des saisies. Elle permet également de procéder à la visualisation et à l'exportation des données vers d'autres environnements à partir de fichier texte (bases de données, tableur, outils de traitement de données …).

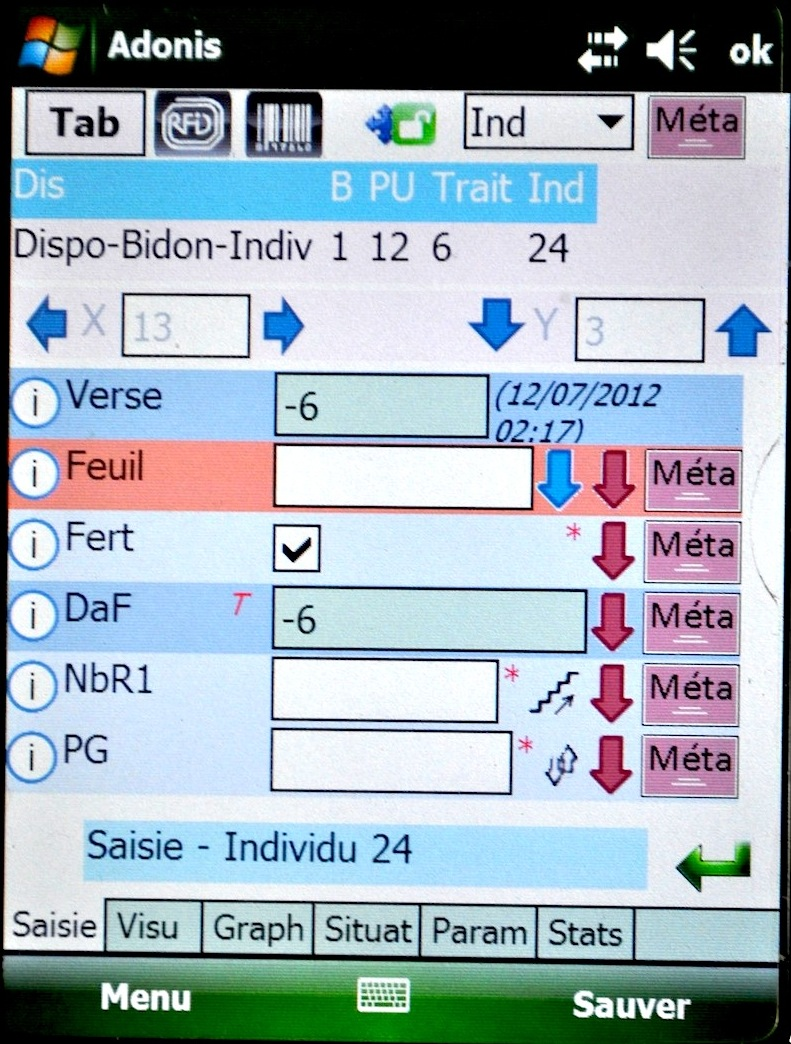
Adonis terrain

Adonis terrain fonctionne sur des matériels adaptés aux conditions extérieures et permet de procéder à la saisie des données. Cette application dispose d'une ergonomie étudiée pour faciliter le travail des expérimentateurs terrain, et propose également un mécanisme d'identification des entités mesurées par code à barre ou puce RFID.
Le schéma général d'organisation d’Adonis se calque sur toute expérimentation végétale et se positionne sur les différentes étapes afférentes à ce type de traitement :
- Construction d'un protocole expérimental (définition des facteurs, modalités et traitements)
- Construction d'un dispositif à partir de ce protocole (organisation spatiale des traitements par tirage aléatoire)
- Paramétrage d’un projet de saisie (variables à saisir, tests et contrôles de saisie, cheminement)
- Saisies (données et méta données)
- Remontée des données (visualisation, consolidation au bureau, stockage en base de données locale ou serveur)
- Exportation des données.

L'application est fonctionnelle depuis 2013 et déployée à l'INRA.

## Adonis WebApp et Adonis Mobile
Une refonte d'Adonis Bureau et Mobile a été réalisée entre 2020 et 2022 et pour s'aligner sur l'évolution des appareils de terrains qui étaient de plus en plus livrés sous Android. Le choix de l'application Web a été fait pour être compatible avec le plus grand nombre d'appareils possible.
L'application est fonctionnelle et une instance est déployée à l'attention des agents INRAE et de ses partenaires de recherche.
Le code est diffusé sous licence libre (CeCILL V2.1) et est accessible via la forge du département de recherche MathNum (Mathématiques et numérique) de INRAE. Toute personne peut donc installer sa propre instance.
INRAE propose des formations, en moyenne 2 fois par an, pour la prise en main de l'outil : elles sont également ouvertes aux extérieurs.